# アラパホ郡 (コロラド州)
アラパホ郡（英: Arapahoe County）は、アメリカ合衆国コロラド州の中央部北に位置する郡である。人口は65万5070人（2020年）で、コロラド州で3番目に人口が多い郡である。郡庁所在地はリトルトンであり、同郡で人口最大の都市はオーロラである。デンバー・オーロラ大都市圏とデンバー・オーロラ・ボルダー広域都市圏に属している。アラパホ郡はその起源がパイクスピーク・ゴールドラッシュの時だったので、「コロラド州最初の郡」を自称している。

## 歴史
1855年8月25日、カンザス準州議会が準州西部全体を統治するためにアラパホ郡を創設した。この郡名は地域に住むアラパホ族インディアンから採られていた。
1858年7月、アラパホ郡のサウスプラット川沿い、現在のイングルウッドで金が発見されたことでパイクスピーク・ゴールドラッシュが起こった。鉱山地域の住人はカンザス準州やネブラスカ準州の政府から遠く離れて疎外されていると感じたので、1859年10月24日の住民投票で自らジェファーソン準州を創ることに決めた。翌月、ジェファーソン準州議会は新しい準州内に12の郡を組織化し、この中に現在のアラパホ郡があった。デンバーがアラパホ郡の郡庁所在地になった。
ジェファーソン準州は結局連邦議会の承認を得られず、1861年2月28日、その任期の最後の週になっていたジェームズ・ブキャナン大統領が法に署名してコロラド準州が創設された。アラパホ郡は1861年11月1日に新しいコロラド準州によって創設された最初の17郡の1つとなった。アラパホ郡の当初領域は現在のシェリダン・ブールバードから160マイル (258 km) 東のカンザス州境まで延びており、また現在の郡ライン道から30マイル (48 km) 北の北緯40度線（168番街）まであった。1902年まではやはりデンバーが郡庁所在地だった。
1901年コロラド州議会はアラパホ郡を3つの部分に分ける決議を行った。すなわち、新しいデンバー統合市郡、新しいアダムズ郡とアラパホ郡の残り部分でサウスアラパホ郡と命名された。その後コロラド州最高裁判所判決、州議会の立法、および住民投票によって、その最終承認は1902年11月15日になった。ジェイムズ・ブラドレー・オーマン州知事がリトルトンを暫定郡庁所在地に指定した。1903年4月11日、コロラド州議会はサウスアラパホ郡を元のアラパホ郡に戻した。1904年11月8日、アラパホ郡の有権者は1310票（リトルトン）対829票（イングルウッド）という投票結果でリトルトンを恒久的郡庁所在地に選んだ。

## 地理

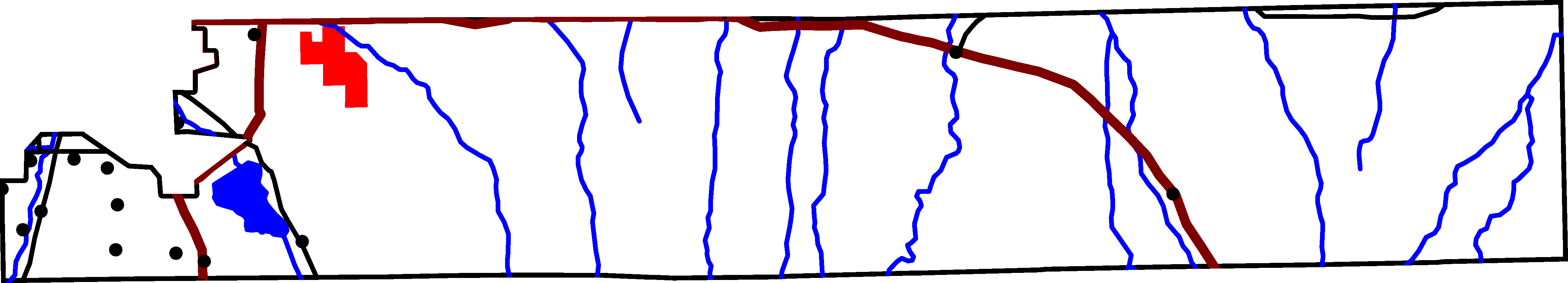
アラパホ郡の地形図

アメリカ合衆国国勢調査局に拠れば、郡域全面積は805.43平方マイル (2,086.1 km2)であり、このうち陸地は803.14平方マイル (2,080.1 km2)、水域は2.29平方マイル (5.9 km2)で水域率は0.28%である。
アラパホ郡の大きさは東西が72マイル(116 k)、南北が 4ないし 12マイル (6 - 19 km) である。
アラパホ郡の飛び地2つが完全にデンバー市郡に囲まれた位置にある。グレンデール市と国勢調査指定地域のホリーヒルズ地区である。

### 隣接する郡
- デンバー市郡 - 北西および飛び地
- アダムズ郡 - 北
- ワシントン郡 - 東
- リンカーン郡 - 南東
- エルバート郡 - 南
- ダグラス郡 - 南西
- ジェファーソン郡 - 西

## 人口動態
以下は2000年国勢調査による人口統計データである。
| 基礎データ - 人口: 487,967人 - 世帯数: 190,909 世帯 - 家族数: 125,809 家族 - 人口密度: 235人/km2（608人/mi2） - 住居数: 196,835軒 - 住居密度: 95軒/km2（245軒/mi2） 人種別人口構成 - 白人: 79.93% - アフリカン・アメリカン: 7.67% - ネイティブ・アメリカン: 0.66% - アジア人: 3.95% - 太平洋諸島系: 0.12% - その他の人種: 4.51% - 混血: 3.16% - ヒスパニック・ラテン系: 11.81% 年齢別人口構成 - 18歳未満: 26.7% - 18-24歳: 8.6% - 25-44歳: 33.1% - 45-64歳: 23.0% - 65歳以上: 8.6% - 年齢の中央値: 34歳 - 性比（女性100人あたり男性の人口） - 総人口: 97.1 - 18歳以上: 94.2 | 世帯と家族（対世帯数） - 18歳未満の子供がいる: 34.9% - 結婚・同居している夫婦: 51.2% - 未婚・離婚・死別女性が世帯主: 10.6% - 非家族世帯: 34.1% - 単身世帯: 27.0% - 65歳以上の老人1人暮らし: 5.9% - 平均構成人数 - 世帯: 2.53人 - 家族: 3.11人 収入と家計 - 収入の中央値 - 世帯: 53,570米ドル - 家族: 63,875米ドル - 性別 - 男性: 41,601米ドル - 女性: 31,612米ドル - 人口1人あたり収入: 28,147米ドル - 貧困線以下 - 対人口: 5.8% - 対家族数: 4.2% - 18歳未満: 7.0% - 65歳以上: 5.1% |

## 都市と町
市
- オーロラ
- センテニアル
- リトルトン（郡庁所在地）
- イングルウッド
- グリーンウッドビレッジ
- チェリーヒルズビレッジ
- シェリダン
- グレンデール

町
- ベネット
- ボウマー
- コロンバインバレー
- ディアトレイル
- フォックスフィールド

## 未編入の町
- バイアーズ
- キャッスルウッド（センテニアルの一部）
- コロンバイン
- サウスグレン（センテニアルの一部）
- ストラスバーグ
- ワトキンス

## 主要高規格道路
- 州間高速道路25号線
- 州間高速道路70号線
- 州間高速道路225号線
- E470（有料道路）

## 州立公園
- チェリークリーク州立公園

## 歴史トレイル
- スモーキーヒル・トレイル
- サウスプラット・トレイル

## レクリエーション・トレイル
- ハイラインキャナル国立レクリエーション・トレイル
- プラット川グリーンウェイ国立レクリエーション・トレイル